# Tiszasüly
Tiszasüly is een plaats (község) en gemeente in het Hongaarse comitaat Jász-Nagykun-Szolnok. Tiszasüly telt 1766 inwoners (2002).